# Lam Roh
Lam Roh is een bestuurslaag in het regentschap Aceh Besar van de provincie Atjeh, Indonesië. Lam Roh telt 95 inwoners (volkstelling 2010).